# Alphabet thébain
L’alphabet thébain aussi appelé alphabet des sorciers (ou Runes d'Honorius) est un alphabet utilisé par certains covens Wiccan pour coder leurs écrits.